# أوراس بنديكت دو سوسير

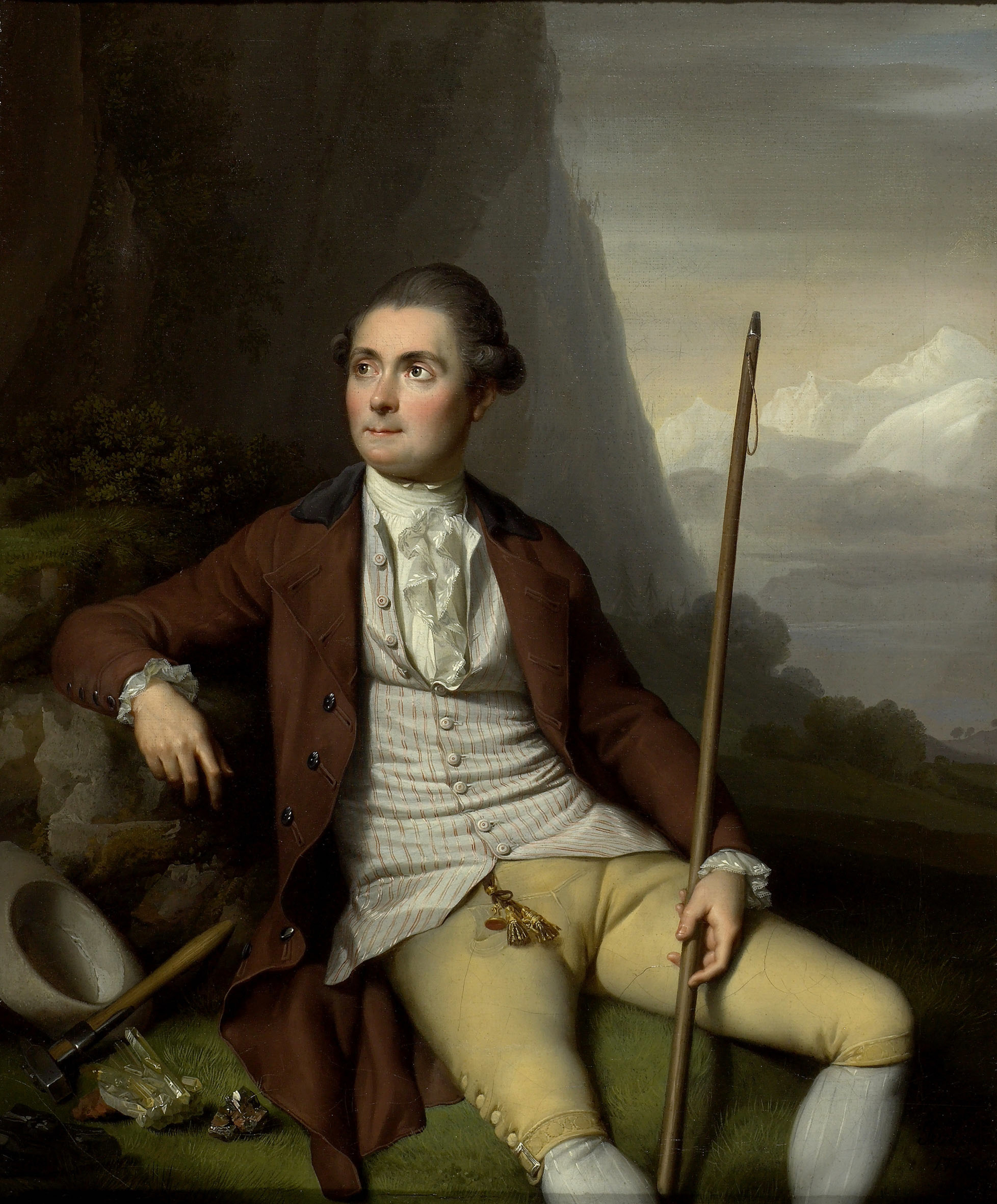
صورة شخصية لدو سوسير في إحدى مكتبات جنيف

أُورَاس بِنِدِيكْت دُو سُوسِير (بالفرنسية: Horace Bénédict de Saussure)‏ (22 يناير 1799 - 17 فبراير 1740)، كان رجلاً أرستقراطياً من جنيف، وعالم فيزياء، ومن رحالة جبال الألب، وغالباً ما يعتبر مؤسس علم تسلق الجبال والتزلج عليه، وأول شخص استطاع بناء فرن شمسي ناجح.

## روابط خارجية
- أوراس بنديكت دو سوسير على موقع الموسوعة البريطانية (الإنجليزية)